# Акротат (царевич)
Акротат (др.-греч. Ακρότατος; IV век до н. э.) — древнегреческий политический деятель, старший сын спартанского царя Клеомена II из рода Агиадов (Эврисфенидов). Некоторое время возглавлял союз сицилийских городов, созданный для войны с тираном Сиракуз Агафоклом. Царём Спарты не стал, поскольку умер при жизни отца.

## Биография
Акротат принадлежал к одной из двух царских династий Спарты, возводивших свою родословную к Гераклу. Его отцом был Агиад Клеомен II, царствовавший в 370—309 годах до н. э., младшим братом — Клеоним.
Первое упоминание об Акротате относится к 331 году до н. э. Во время войны с Македонией спартанцы понесли тяжёлое поражение в битве при Мегалополе, и в соответствии со старинными законами все, кто спасся с поля боя бегством, должны были лишиться гражданских прав. Из-за масштабов бедствия решено было сделать для этого случая исключение; Акротат был единственным, кто выступил против. Этим царевич, по словам Диодора Сицилийского, «обидел многих молодых людей и по этой причине стремился к деятельности вдали от дома». Враги Акротата однажды даже избили его и «постоянно против него злоумышляли». Поэтому в 314 году до н. э., когда сиракузские изгнанники совместно с послами Акраганта, Гелы и Мессаны предложили ему возглавить войну против тирана Агафокла, Акротат с радостью согласился.
Не получив необходимое в таких ситуациях одобрение эфоров, царевич с несколькими кораблями отправился на Сицилию. В пути шторм вынес его к Аполлонии, которую в это время осаждали иллирийцы. Акротат убедил царя последних Главкия заключить с аполлонийцами мир. Потом он переправился в Тарент и благодаря «родственным связям и достоинству его семьи» убедил жителей этого города выставить против Агафокла двадцать кораблей.
В Акраганте Акротат вступил в должность стратега. Но начинать войну с Агафоклом он не спешил, стремясь вместо этого к тирании и ведя разгульную жизнь — в том числе и на деньги сицилийских общин. Наиболее влиятельный из сиракузских изгнанников, Сосистрат, по приказу Акротата был вероломно убит на пиру. Причины такого поступка со стороны Акротата до конца не ясны. Диодор Сицилийский предполагает, что Сосистрат с его опытом и уважением среди изгнанников мог препятствовать злоупотреблениям со стороны Акротата. В конце концов сицилийцы, возмущённые поведением новоявленного тирана, лишили его полномочий и даже хотели побить камнями; Акротату пришлось ночью бежать и с позором вернуться в Лаконику. Тарент после этих событий отозвал из Сицилии свою эскадру, а Гела, Акрагант и Мессана заключили с Агафоклом мир.
Акротат вскоре умер — ещё при жизни отца, то есть до 309 года до н. э. После него остался сын Арей, который в 309 году до н. э. стал царём Спарты как наследник деда.